# مانويل برونيه
مانويل برونيه (بالإسبانية: Manuel Brunet) هو لاعب هوكي الحقل أرجنتيني، ولد في 16 نوفمبر 1985 في روساريو في الأرجنتين.

## وصلات خارجية
- مانويل برونيه على موقع أوليمبيديا (الإنجليزية)
- مانويل برونيه على موقع اللجنة الأولمبية الأرجنتينية (الإسبانية)